# Почесні громадяни Сартани
| Почесні громадяни Сартани | Почесні громадяни Сартани     | Почесні громадяни Сартани      | Почесні громадяни Сартани | Почесні громадяни Сартани |
| ------------------------- | ----------------------------- | ------------------------------ | --- | ------------------------- |
| №:                        | П. І. Б.                      | Дати життя                     | Діяльність | Дата присвоєння           |
| 1.                        | Папуш Іван Агафонович         | 25 червня 1924                 | Заслужений працівник культури УРСР, краєзнавець Приазов'я.                                                                              |                           |
| 2.                        | Кір'яков Леонтій Нестерович   | 8 травня 1919 — 11 серпня 2008 | Член Спілки письменників СРСР і України, грецький поет, перекладач.                                                                     | 1990                      |
| 3.                        | Ярмош Дар'я Михайлівна        |                                | |                           |
| 4.                        | Давшан Дмитро Георгійович     | 1918                           | |                           |
| 5.                        | Балджі Анатолій Якович        |                                | Головний редактор газети «Елліни України»                                                                                               |                           |
| 6.                        | Бойко Володимир Семенович     | 20 вересня 1938                | народний депутат України 4 скликання, голова правління — генеральний директор ВАТ «Маріупольський металургійний комбінат імені Ілліча». |                           |
| 7.                        | Анастасіос Петравас           |                                | |                           |
| 8.                        | Куркчі Костянтин Семенович    | 6 червня 1950                  | Заслужений металург України, заступник голови Федерації грецьких товариств України                                                      | 2000                      |
| 9.                        | Вашура В'ячестав Анатолійович |                                | |                           |
| 10.                       | Асьянов Анатолій Федорович    |                                | |                           |
| 11.                       | Торопов Віктор Степанович     |                                | |                           |
| 12.                       | Лафазан Михайло Михайлович    |                                | |                           |
| 13.                       | Копейко Іван Максимович       |                                | |                           |